# Kapela sv. Roka u Svetoj Nedelji
Kapela sv. Roka  je rimokatolička crkva u Svetoj Nedelji.

## Opis
Kapela je smještena uz glavnu cestu u središtu naselja. Pravokutnog je tlocrta, orijentirana u smjeru sjever-jug, s glavnim portalom na sjevernom pročelju. Portal je uokviren kamenim polukružnim dovratnikom sa zaglavnim kamenom na kojem je uklesana 1728. godina. Sva su pročelja kapele ukrašena plitkim bijelim lezenama i jednostavno profiliranim završnim vijencem. Unutrašnjost kapele svođena je križnim svodovima između dvije pojasnice. Iznad ulaznog dijela je smješteno zidano pjevalište oslonjeno na dva manja stupa i otvoreno s tri polukružne arkade. Kapela sv. Roka vrijedan je primjer barokne crkve skladnih proporcija i sažetog prostora.

## Zaštita
Pod oznakom Z-1458 zavedena je kao nepokretno kulturno dobro - pojedinačno, pravna statusa zaštićena kulturnog dobra, klasificirano kao "sakralna graditeljska baština".